# Station Belfast Lanyon Place
Station Belfast Lanyon Place  is een spoorwegstation in  het centrum van de Noord-Ierse hoofdstad Belfast. Het station is gebouwd in 1976 en is sindsdien het centrale knooppunt van de Noord-Ierse spoorwegen.